# (5426) Sharp
(5426) Sharp (1985 DD) – planetoida z pasa głównego asteroid okrążająca Słońce w ciągu 2,74 lat w średniej odległości 1,96 j.a. Odkryta 16 lutego 1985 roku.